# Jordbävningen i Playa Azul 1981
Jordbävningen i Playa Azul 1981 inträffade den 24 oktober 1981 klockan 21:22 lokal tid utanför Playa Azul, delstaten Michoacán, Mexiko. Magnituden uppmättes till Mw 7.2, eller Ms 7.3. Tre dödsfall rapporterades, två i Michoacán och ett i Mexico City. Vissa byggnader skadades i både Michoacán och Mexico City.  En mindre tsunami noterades i Acapulco, med en maximal höjd på 9 centimeter.

### Fotnoter
1. ↑  Engdahl, E.R.; Villaseñor, A. (2002). ”Global seismicity: 1900–1999”. International Handbook of Earthquake Engineering Seismology, Part A. "81A". International Association of Seismology and Physics of Earth's Interiors. sid. 684. Arkiverad från originalet den 6 augusti 2011. https://web.archive.org/web/20110806192457/http://earthquake.usgs.gov/research/data/centennial.pdf. Läst 11 augusti 2012 Arkiverad 6 augusti 2011 hämtat från the Wayback Machine.
2. ↑  Sanchez Devora, A.J.; Farreras Sanz, S.F. (1993). ”Catalog of Tsunamis on the Western Coast of Mexico”. SE-50. World data Center A for Solid Earth Geophsics. sid. 36. ftp://ftp.cicese.mx/pub/divOC/ocefisica/vientos/Tsunami_Links/Catalogo.pdf. Läst 11 augusti 2012.[död länk]